# Viviane Romance
Viviane Romance (Roubaix, 4 de julho de 1912 — Nice, 25 de setembro de 1991) foi uma atriz francesa.

## Filmografia selecionada
- La Chienne (1931)
- L'Épervier (1933)
- Liliom (1934)
- Zouzou (1934)
- La Bandera (1935)
- Princesse Tam Tam (1935)
- La Belle équipe (1936)
- Mademoiselle Docteur (1937)
- Gibraltar (1938)
- Angélica (1940)
- Vénus aveugle (1941)
- Passion (1951)
- Les Sept péchés capitaux (1952)
- Mélodie en sous-sol (1963)